# LesMads
LesMads (kurz für „Les Mademoiselles“) war ein deutschsprachiges Modeblog-Netzwerk des Verlags- und Medienkonzerns Hubert Burda Media. Seine Autoren informierten täglich über Mode, Trends, Lifestyle, Musik und Fotografie aus Städten wie Berlin, Paris, London, New York, Mailand und Stockholm.
Die Website war von April 2007 bis Januar 2016 online.

## Entstehungsgeschichte und Entwicklung
LesMads wurde im April 2007 von Jessica Weiß und Julia Knolle als einfacher Modeblog gegründet. Obwohl beide keine journalistische Ausbildung oder viel Erfahrung mit Mode hatten, wurde schon bald der Burda Verlag auf das Bloggerduo aufmerksam und signalisierte seine Unterstützung. Nach einer zweimonatigen Probezeit auf einem Blogspot-Account gewährte der Verlag Starthilfe bei der Gestaltung einer neuen Website und stellte das Budget für Reisen. Die inhaltliche Verantwortlichkeit verblieb bei den Bloggerinnen.
2008 schloss sich Natalie „Schnati à Paris“ Weiß dem Team von LesMads an; seit März 2010 berichtet sie aus der Modehauptstadt Paris. Im Juli 2010 verließ Knolle das Team, um bald darauf die Digital-Redaktion des Condé-Nast-Verlags zu unterstützen und einen eigenen Blog für die Onlineausgabe der deutschen Vogue zu betreuen. Im August 2010 wurde LesMads zu einem Blognetzwerk mit weiteren Autoren ausgebaut. „Die zusätzlichen Bloggerinnen und Blogger werden inhaltlich als auch geografisch für noch mehr Vielfalt und Abwechslung sorgen, worauf ich mich unheimlich freue,“ erklärte Jessica Weiß, die weiterhin die redaktionelle Leitung vom Hauptbüro in Berlin aus innehat.
Über die Jahre entwickelte sich LesMads zum meistgelesenen Modeblog Deutschlands. Während der Blog anfangs nur von Freunden und Bekannten verfolgt wurde, hatte LesMads nach ein paar Monaten ca. 240 Leser pro Tag. Nachdem sich der Burda Verlag des Blogs und dessen Vermarktung annahm, stiegen die Besucherzahlen rasant an; 2010 wurde LesMads monatlich von bis zu 700.000 modeinteressierten Lesern besucht.
2011 erschien zu dem Blog das Buch Modestrecke – Unterwegs mit LesMads. Im Juli 2011 lancierte Burda den LesMads Shop, in dem Designermode, Uhren, Schmuck, Accessoires, Parfüm und Kosmetik sowie Haushaltsartikel angeboten werden.
Im September 2011 verließ Jessica Weiß LesMads ebenfalls, um als Executive Editor Online das Interview Magazin in Deutschland auf den Markt zu bringen. Mit ihr verabschiedeten sich auch einige der anderen Netzwerkblogger von LesMads, unter anderem ihre Schwester Schnati. Anstelle von Jessica Weiß bloggte seither auf Initiative der Gründerinnen Katja Schweitzberger.
Im Dezember 2015 wurde die Einstellung von LesMads zum Januar 2016 von Katja Schweitzberger angekündigt.

## Themen
LesMads widmet sich verschiedenen Themenbereichen und informiert u. a. über Fotoausstellungen, Festivals und Reiseziele; Hauptthema bleibt aber die Welt der Mode. Die Autoren berichten vor Ort von Modewochen rund um den Globus und stellen Models, Designer sowie deren Kollektionen vor.
In der Rubrik „Outfits“ werden Stylingvorschläge gegeben, Fotos von Streetstyles aus verschiedenen Städten veröffentlicht und Tagesoutfits vorgestellt, die der Leser auch kommentieren kann. LesMads verfügt außerdem über einen sich stets erweiternden Shopping-Guide und auf LesMads.TV kann man Videos von Modenschauen, Interviews etc. ansehen.

## Auszeichnungen
- LeadAward 2010 in der Kategorie „Weblog des Jahres“
- Grimme Online Award 2011 (Nominierung in der Kategorie „Kultur und Unterhaltung“)